# Mikołaj Radziwiłł (pułkownik wojsk litewskich)
Mikołaj Radziwiłł (ur. 20 października 1746, zm. 3 maja 1795 w Szydłowcu) – arystokrata polsko-litewski, książę na Kłecku i Ołyce, od 1751 hrabia szydłowiecki, starosta radoszkowicki; pułkownik litewski.
Urodził się jako syn Leona Michała i Anny Ludwiki z Mycielskich. Studiował w Collegium Nobilium jezuitów w Warszawie. Wbrew woli matki związał się z aktorką, Marią Gawdzicką, z którą ożenił się 27 stycznia 1777 w Szydłowcu. W 1786 został mianowany pułkownikiem armii Wielkiego Księstwa Litewskiego. 28 lipca 1788 wydał przywilej dla Szydłowca, ustalając getto dla Żydów. Został pochowany w tamtejszym kościele św. Zygmunta.
Kawaler Orderu Orła Białego, Św. Stanisława oraz Św. Huberta; wolnomularz.

## Wywód przodków
| 4. Michał Antoni Radziwiłł (1687–1721) |  |                                       |  |  |                                  |
|                                        |  | 2. Leon Michał Radziwiłł (1722–1751)  |  |  |                                  |
| 5. Marcjanna Siesicka                  |  |                                       |  |  |                                  |
|                                        |  |                                       |  |  | 1. Mikołaj Radziwiłł (1746–1795) |
| 6. Maciej Mycielski (1690–1747)        |  |                                       |  |  |                                  |
|                                        |  | 3. Anna Ludwika Mycielska (1729–1771) |  |  |                                  |
| 7. Weronika Konarzewska                |  |                                       |  |  |                                  |
|                                        |  |                                       |  |  |                                  |